# Mon incroyable anniversaire
Mon incroyable anniversaire (My Super Sweet 16) est une émission de téléréalité de la chaîne américaine MTV racontant la vie de riches adolescents préparant et célébrant leurs fêtes d'anniversaire d'âge d'or (16 ans).
Le générique de début est Sweet Sixteen, chanté par Hilary Duff. Lors d'un épisode, on voit un père faire un chèque de 250 000 dollars pour payer la soirée de sa fille.

## Description d'un épisode
Chaque épisode suit un ou des adolescents différents, cependant on peut remarquer que certaines scènes reviennent d'un épisode à l'autre :
1. Présentation de l'adolescent qui va organiser son anniversaire, sa maison, sa ville et son environnement familial.
2. L'adolescent en question prévient ses amis les plus proches en faisant, en général, un petit rassemblement chez lui.
3. Distribution des invitations/flyers en essayant d'être original. S'ensuivent quelques rapides interviews des invités : « j'avais peur de ne pas être invité », « ça va être dément »…
4. Préparation de la soirée sur un thème défini.
5. Visite d'une concession automobile ou d'une bijouterie. L'adolescent craque sur une voiture ou un bijou qu'il voudrait se faire offrir par ses parents. Ces derniers refusent prétextant que c'est un cadeau trop cher.
6. Jour J. L'adolescent se réveille en compagnie de ses parents et/ou ses amis qui lui souhaitent un bon anniversaire.
7. Préparation pour la soirée.
8. Les invités sont tous arrivés, la salle est « archi-pleine » et l'adolescent arrive souvent en retard en disant que « cette fête est un désastre », « rien ne se passe comme prévu »…
9. Les cadreurs en profitent pour questionner rapidement les invités sur la scène d'entrée qui est prévue. Ces derniers imaginent souvent des plans incroyables : « j'ai entendu qu'il va descendre d'un hélico en plein milieu de la piscine », « on m'a dit qu'elle allait sauter en parachute et atterrir sur le toit »…
10. L'adolescent fait son entrée et marche sur un tapis rouge entouré par la foule de ses amis et les cris.
11. La soirée se déroule.
12. Interview des invités pour demander quel groupe de musique / chanteur va venir. Encore une fois, les invités imaginent les stars les plus improbables : « je suis sûr que Snoop Dogg va venir », « ils vont faire venir Radiohead »…
13. Entrée d'un groupe/rappeur localement connu, la fête est à son plus haut niveau. Tout le monde hurle, crie, et chante avec la musique.
14. Interview des invités concernant le groupe de musique qui est venu à la fête : « ils sont trop au top », « ça déchirait »…
15. Remise du cadeau « surprise » de la part des parents, la voiture ou le bijou choisit au début (voir le point 5. de cette liste).
16. Cris et interviews des invités : « c'est le cadeau le plus cool », « c'était la meilleure fête de toute ma vie, la soirée du siècle ».

On ne voit jamais les adolescents avec de l'alcool.

## Adolescents ayant participé à l'émission
- La fille de Christian Audigier
- Le fils d'L.A. Reid (président du Island Def Jam Music Group)
- La fille d'Eazy-E (rappeur américain)
- La nièce de Big Boi (chanteur et producteur de hip-hop)
- La fille de Cee Lo Green (rappeur américain)
- Lil Bow Wow (jeune rappeur américain)
- Sean Kingston (jeune chanteur de hip-hop et reggae américain)
- Alyson Michalka et Amanda Michalka (jeunes chanteuses américaines du duo Aly & AJ)
- Chris Brown (jeune chanteur de pop et de R'n'B)
- Miley Cyrus
- Soulja Boy (jeune chanteur de rap)
- Le fils de Timbaland (producteur et chanteur)
- Le fils de P. Diddy (chanteur de rap)
- La fille de Lil Wayne (chanteur de rap)